# الفوائد (كتاب)
الفوائد. هو كتاب من تأليف الشيخ ابن قيم الجوزية، وهو من علماء القرن الثامن الهجري ولد بدمشق عام 1292م، وتوفي عام 1350م، ودرس على ابن تيمية، ضم الكتاب فوائد لطيفة مختلفة ومنافع جمة من مسائل علمية نادرة متنوعة فيها غوص في معاني الحقائق الربانية، وإيضاح لحكمة الشريعة في موضوعات متعددة تتعلق بالقرآن والسنة النبوية والفقه الإسلامي.